# Bank of the West Classic 2012 - Qualificazioni singolare
Le qualificazioni del singolare  del Bank of the West Classic 2012 sono state un torneo di tennis preliminare per accedere alla fase finale della manifestazione. I vincitori dell'ultimo turno sono entrati di diritto nel tabellone principale. In caso di ritiro di uno o più giocatori aventi diritto a questi sono subentrati i lucky loser, ossia i giocatori che hanno perso nell'ultimo turno ma che avevano una classifica più alta rispetto agli altri partecipanti che avevano comunque perso nel turno finale.

## Giocatrici

### Teste di serie
1. Sesil Karatančeva (primo turno)
2. Coco Vandeweghe (ultimo turno, Lucky Loser)
3. Erika Sema (qualificata)
4. Alexa Glatch (ultimo turno, Lucky Loser)

1. Noppawan Lertcheewakarn (qualificata)
2. Chan Yung-jan (primo turno)
3. Grace Min (qualificata)
4. Zheng Saisai (ultimo turno, Lucky Loser)

### Qualificate
1. Grace Min
2. Noppawan Lertcheewakarn

1. Erika Sema
2. Jana Juričová

## Tabellone qualificazioni

### Sezione 1
|  | Primo turno | Primo turno       | Primo turno       | Primo turno | Primo turno |  |  | Ultimo turno | Ultimo turno   | Ultimo turno | Ultimo turno | Ultimo turno |  |
|  |             |                   |                   |             |             |  |  |              |                |              |              |              |  |
|  | 1           | Sesil Karatančeva | Sesil Karatančeva | 3           | 5           |  |  |              |                |              |              |              |  |
|  |             | Abigail Spears    | Abigail Spears    | 6           | 7           |  |  |              | Abigail Spears | 7            | 2            | 4            |  |
|  | WC          | Alessondra Parra  | Alessondra Parra  | 2           | 0           |  |  | 7            | Grace Min      | 62           | 6            | 6            |  |
|  | 7           | Grace Min         | Grace Min         | 6           | 6           |  |  |              |                |              |              |              |  |

### Sezione 2
|  | Primo turno | Primo turno             | Primo turno     | Primo turno | Primo turno |  |  | Ultimo turno | Ultimo turno            | Ultimo turno | Ultimo turno | Ultimo turno |  |
|  |             |                         |                 |             |             |  |  |              |                         |              |              |              |  |
|  | 2           | Coco Vandeweghe         | Coco Vandeweghe | 6           | 6           |  |  |              |                         |              |              |              |  |
|  | WC          | Simone Kalhorn          | Simone Kalhorn  | 2           | 2           |  |  | 2            | Coco Vandeweghe         | 6            | 2            | 5            |  |
|  | WC          | Ellen Tsay              | 6               | 4           | 2           |  |  | 5            | Noppawan Lertcheewakarn | 2            | 6            | 7            |  |
|  | 5           | Noppawan Lertcheewakarn | 3               | 6           | 6           |  |  |              |                         |              |              |              |  |

### Sezione 3
|  | Primo turno | Primo turno        | Primo turno        | Primo turno | Primo turno |  |  | Ultimo turno | Ultimo turno | Ultimo turno | Ultimo turno | Ultimo turno |  |
|  |             |                    |                    |             |             |  |  |              |              |              |              |              |  |
|  | 3           | Erika Sema         | Erika Sema         | 6           | 6           |  |  |              |              |              |              |              |  |
|  | WC          | Kristie Ahn        | Kristie Ahn        | 4           | 4           |  |  | 3            | Erika Sema   | Erika Sema   | 6            | 6            |  |
|  |             | Vladimíra Uhlířová | Vladimíra Uhlířová | 2           | 2           |  |  | 8            | Zheng Saisai | Zheng Saisai | 3            | 3            |  |
|  | 8           | Zheng Saisai       | Zheng Saisai       | 6           | 6           |  |  |              |              |              |              |              |  |

### Sezione 4
|  | Primo turno | Primo turno       | Primo turno | Primo turno | Primo turno |  |  | Ultimo turno | Ultimo turno  | Ultimo turno | Ultimo turno | Ultimo turno |  |
|  |             |                   |             |             |             |  |  |              |               |              |              |              |  |
|  | 4           | Alexa Glatch      | 6           | 1           | 7           |  |  |              |               |              |              |              |  |
|  |             | Raquel Kops-Jones | 1           | 6           | 65          |  |  | 4            | Alexa Glatch  | 4            | 6            | 2            |  |
|  | WC          | Jana Juričová     | 3           | 6           | 6           |  |  | WC           | Jana Juričová | 6            | 2            | 6            |  |
|  | 6           | Chan Yung-jan     | 6           | 1           | 2           |  |  |              |               |              |              |              |  |